# 河北医科大学第三医院
河北医科大学第三医院 (英語：The Third Hospital of Hebei Medical University)，是一所集医疗、科研、教学、预防、保健、康复为一体的大型综合三级甲等医院，位于中华人民共和国河北省石家庄市桥西区自强路139号，占地面积6.8万平方米，建筑面积9.7万平方米，拥有床位2218张。